# 里斯本
里斯本（葡萄牙語：[liʒˈboɐ] ⓘ），亦稱為葡京，是葡萄牙共和國的首都和最大都市，它也是該國的政治中心，作為政府所在地和國家元首的住所。其位置位于葡萄牙中南部大西洋沿岸，城北为辛特拉山，城南为特茹河出海口，与伦敦、巴黎、罗马等同为西欧历史最悠久的城市。市區面積100.05平方公里、人口567,131人（2025年）。包含衛星城的都会区人口超過300萬，相當於葡萄牙人口的27%左右.。现今与波尔图同为葡萄牙两大代表性城市。
里斯本是一个城市和直辖市，政府所在地和国家元首官邸。葡萄牙语国家共同体（CPLP）总部设在该市，是欧洲大陆最西端的首都，位于大西洋沿岸。
里斯本因其在金融、商業、媒體、娛樂、藝術、國際貿易、教育和旅遊方面的重要性，依照全球化及世界城市研究网络（GaWC）所公布之《世界级城市》名单中，被列为属于ALPHA-级别的国际都市 ，也是歐洲大陸的主要經濟中心之一，里斯本港也是歐洲大西洋沿岸最大的貨櫃港之一。此外，里斯本機場在2018年接待了2900萬名乘客，是葡萄牙最繁忙的機場、伊比利亞半島第三繁忙的機場和歐洲第二十最繁忙的機場。里斯本是南歐第九大訪問量最大的城市，僅次於伊斯坦堡、羅馬、巴塞隆納、米蘭、雅典、威尼斯、馬德里和佛羅倫斯，2018年，里斯本共有3,539,400名遊客。里斯本地區的GDP購買力平價高於葡萄牙其他地區。其國內生產總值達963億美元，人均32,434美元。在全球總收入中排名第40位。葡萄牙跨國公司的總部大多位於里斯本地區。
里斯本是世界上最古老的城市之一，也是歐洲第二古老的首都（僅次於雅典），比其他現代歐洲首都早了幾個世紀開發。尤利烏斯·凱撒將其命名為「Felicitas Julia」（意為「祝賀凱撒」），羅馬帝國滅亡後，自5世紀開始，里斯本被一系列日耳曼部落統治；後來在8世紀被摩爾人佔領。1147年，阿方索一世征服了這座城市，使得里斯本從那時起一直是葡萄牙的政治、經濟和文化中心。

## 歷史

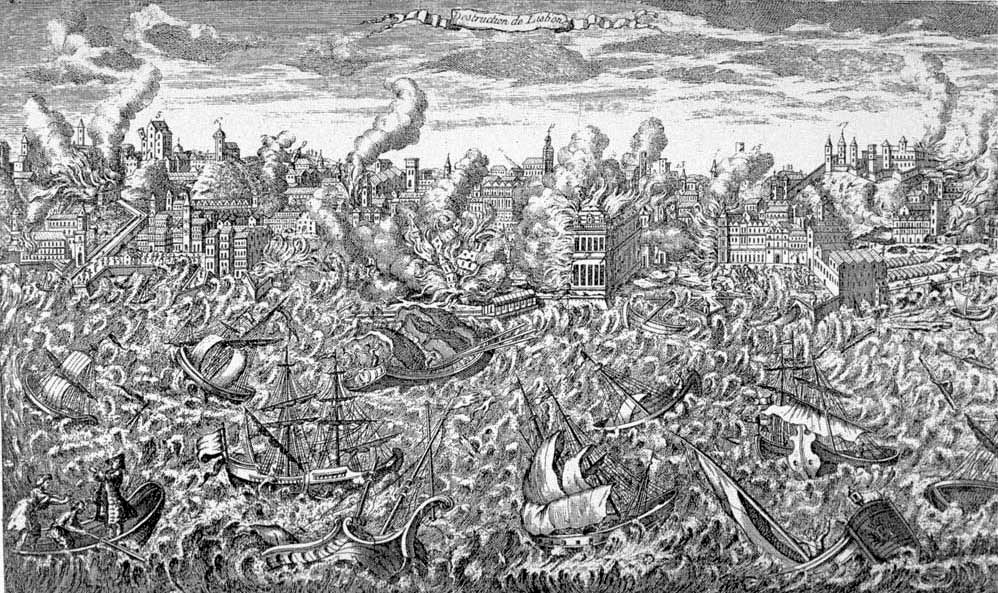
1755年 里斯本大地震

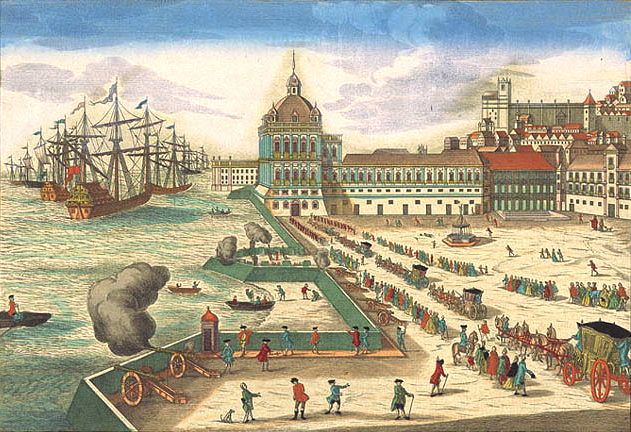
18世紀的里斯本

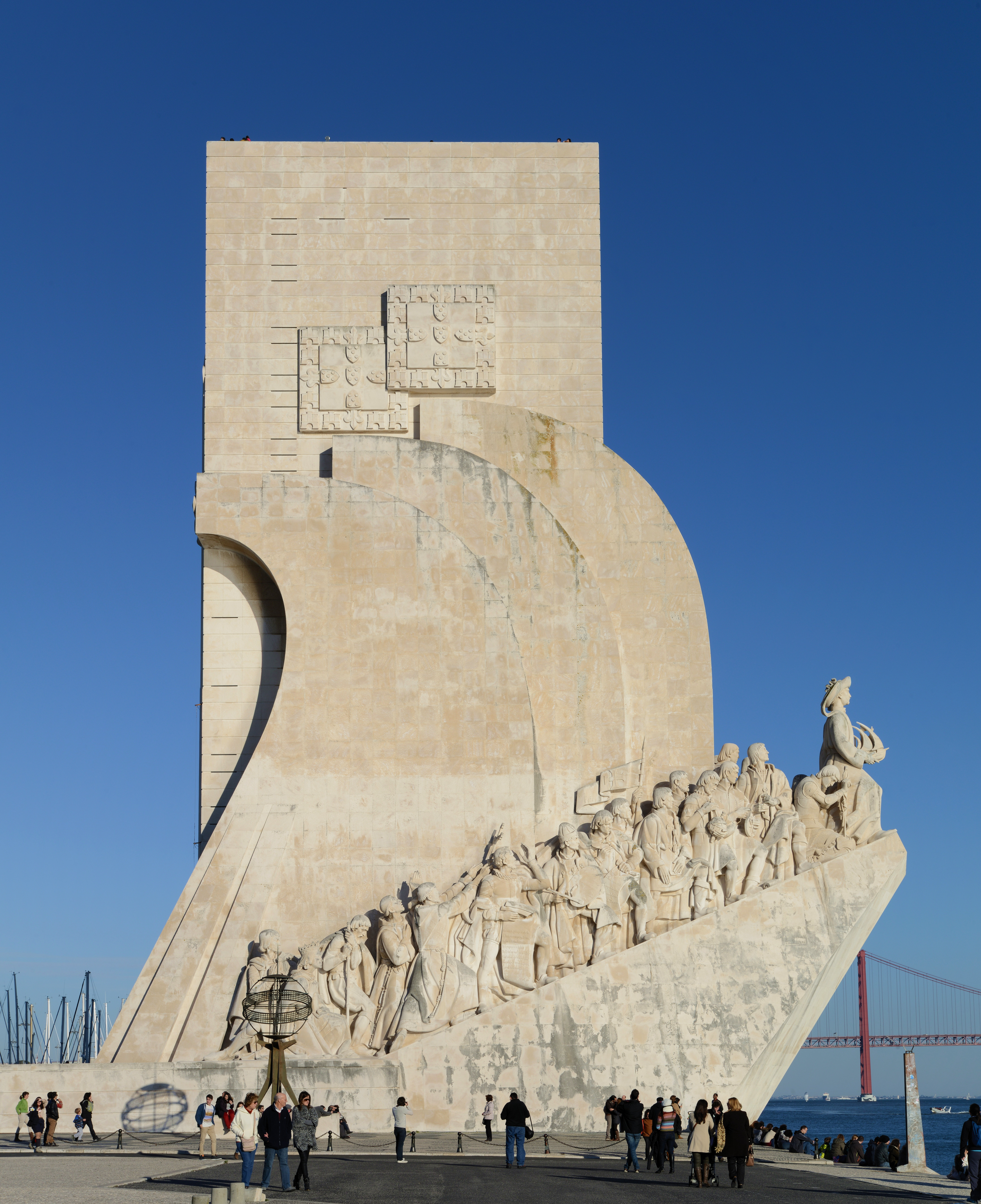
發現者紀念碑

自新石器時代開始，里斯本的地區已經有伊比利亞人居住，最早興建起來這座古城的是腓尼基人。至公元前205年起為羅馬共和國統治，當時的統治者凱撒把這個地區升格為市，並命名為「Felicitas Julia」（意為「祝賀凱撒」）。可是到公元5世紀起相繼被蠻族（包括斯維比人、汪达尔人和阿兰人）占領。
公元711年，来自北非的摩爾人入侵伊比利亚半岛，占领里斯本。信奉伊斯蘭教的摩爾人除了在市內興建了很多清真寺外，還建了很多房屋和新的城牆。而在伊斯蘭的統治期間，城市的經濟獲得了長足的發展，成為這一帶重要的海運港口。與此同時，市內住了信奉不同宗教的人如基督徒、穆斯林和猶太人等。
1147年，葡萄牙国王阿方索一世率領的十字軍擊敗摩爾人，使得里斯本重回基督徒的手中。1256年，里斯本正式成為葡萄牙的首都，從此就躍升成為歐洲和地中海一帶重要的貿易城市。在地理大發現時代，很多航海家如瓦斯科·達·伽馬都是由里斯本出發到世界不同的地方探險的，因此，到了16世紀可算是里斯本最輝煌的時期，大量黃金從當時葡萄牙的殖民地巴西運到里斯本，而這裡亦盛產優質的陶瓷製品，使得里斯本成為歐洲富甲一方的商業中心。（詳見：葡萄牙殖民帝國）
1506年4月19日，里斯本发生一场针对犹太人的大屠杀，夺走了多达4000名占当时城市1/4人口的犹太人生命。1531年1月26日，里斯本发生大地震1580年西班牙哈布斯堡王朝干涉葡萄牙王位繼承戰爭，西班牙軍隊攻占了里斯本，西班牙國王腓力二世兼任葡萄牙國王，組成由西班牙帝國主導的共主聯邦ㄧ伊比利聯盟，聯盟最終以葡萄牙於1640年獨立而解体。
1755年，里斯本發生了一場欧洲史上规模最大的九级强震，火灾和海啸造成了十万人死亡，其中在里斯本有九万人死亡，也造成城市及港口嚴重损毁，當中包括里韋拉宮與一些著名設施、教堂、圖書館等建築物，即使在地震中沒有即時倒塌的建築物最後也抵擋不過火災而被摧毀，從此里斯本远洋贸易的中心地位不再，葡萄牙帝國的國力也開始逐渐衰落。重建后的里斯本，除了擴闊大量的廣場、道路，國王和首相也聘請了很多建築物和工程師重建市中心，更藉此機會重新規劃城市，興建了新的庞巴尔式建筑依地形高低排列，采用洛可可和新古典主义装饰，但予以简化、自成一格，并在建筑结构嵌入木桩支架防震。
在19世紀初，拿破崙帝國皇帝拿破崙一世發動半島戰爭同時入侵西班牙及葡萄牙，法國軍隊占領馬德里並攻至里斯本，當時的皇室集體逃亡至巴西，而城市也受到一定程度的破壞。1910年10月3日，里斯本爆發起義，推翻君主制，5日共和黨人在里斯本市政廳宣告成立葡萄牙共和國。第二次世界大戰期间，里斯本則是少數開放的大西洋港口城市。現在她是葡萄牙的政治、文化中心，第一大港與第一大城。
1974年里斯本爆发康乃馨革命，实现了葡萄牙的民主化。1983年，貝倫塔及熱諾尼莫修道院（Mosteiro dos Jerónimos）成為世界文化遺產。1998年，里斯本主辦世界博覽會，主題為「海洋，未來的資產」，以配合里斯本海洋城市的特色。博覽會舉行共132天，總計一千萬人次參觀。

## 地理

### 概况

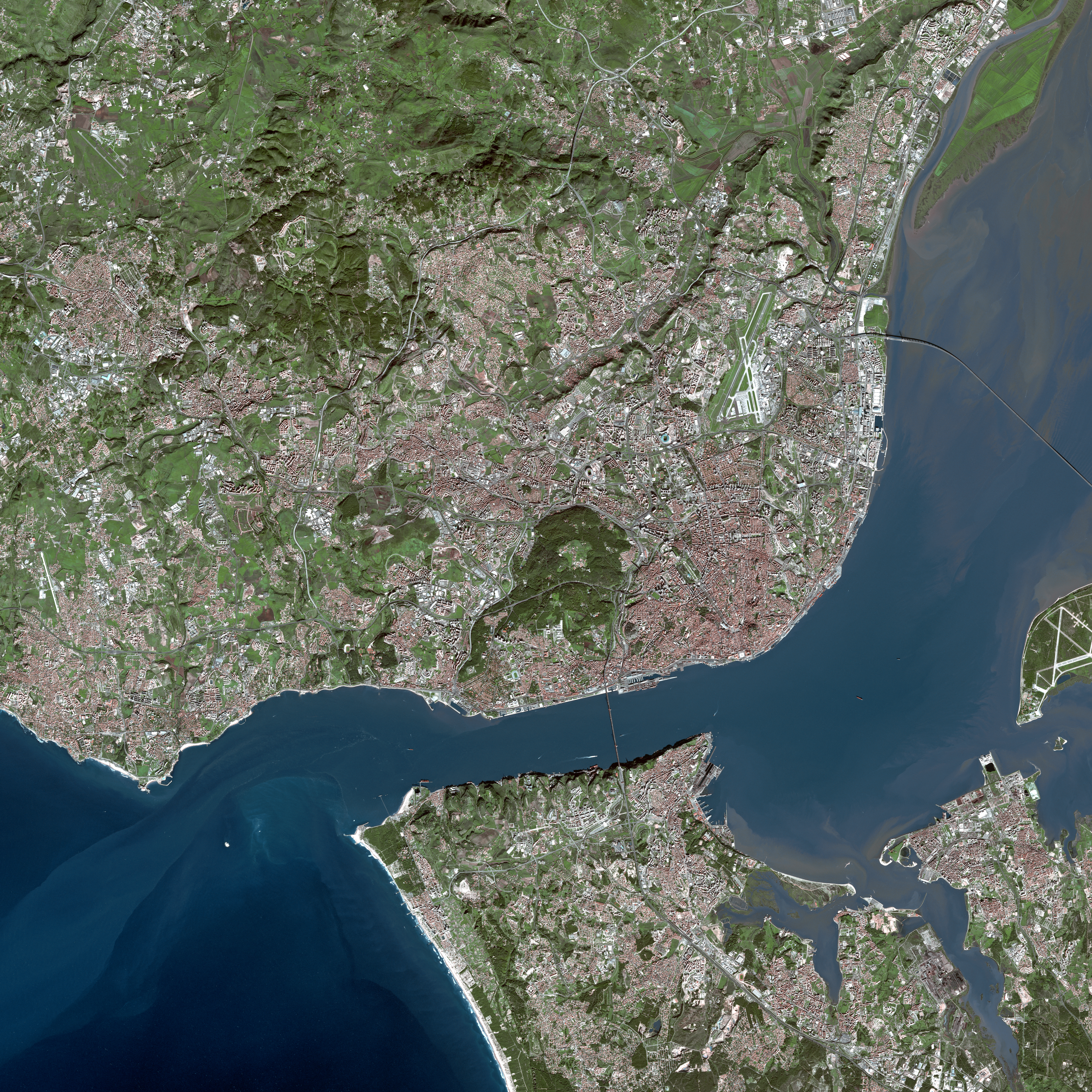
里斯本大都市區的景色，里斯本以西是葡萄牙里維埃拉，和塔霍河以南的塞圖巴爾半島。

里斯本位于欧洲大陆伊比利半島最西端，是濒大西洋、坐落于特茹河河口的港城。市內的特茹河段因地形起伏而蜿蜒曲折，街市大多建在山丘之上。因市區內坡街遍佈，故有別名「七丘之城」。在坡道上下行走的市營電車和纜車成為里斯本的特色標誌。市區分為沿特茹河岸建的旧城，以及北部高地上的新城。

### 区划

里斯本按區域分組的24個堂區（城市行政區劃）地圖：:
歷史中心
西里斯本
里斯本市中心
東里斯本
北里斯本

在2013年之前，里斯本有53个堂区，分属于四个区（bairros）。2012年11月8日通过第56号法案，从2013年起，划分为24个堂区（freguesias）。

### 氣候
里斯本是典型的地中海氣候。夏季晴熱而少雨，不時有自非洲来的熱浪帶來近40度的高溫，白天乾燥而日烈，夜晚氣溫驟降而微寒，晝夜反差較大。冬季天氣溫和多雨，氣溫較歐洲大多數城市來得溫暖，偶而寒流來襲致成落雪。
在最冷的月份（一月），白天的最高溫度通常為10至18°C（50至64°F），夜間的最低溫度為3至13°C（37至55°F），平均海洋溫度為15°C（59°F） 。在最溫暖的月份（8月），白天的最高溫度通常為25至32°C（77至90°F），夜間的最低溫度為14至20°C（57至68°F）。
在人口超過500,000的歐洲城市中，里斯本位列冬季最暖和和夜間最溫和的城市，最冷月的平均氣溫為8.3°C（46.9°F），而平均氣溫為18.6°最溫暖的月份達到C（65.5°F）。 1956年2月，里斯本測得最低溫度記錄零下1.2°C（30°F），1985年1月為-1°C（30°F）。2018年8月4日，里斯本測得最高溫度記錄44.0°C（111.2°F）。
平均每年的總日照時間為2,806小時，12月的每日平均日照時間為4.6小時，7月的每日平均日照時間為11.4小時 。年平均降雨量為774毫米（30.5英寸），11月是最潮濕的月份。
| 里斯本（1981年－2010年）                                                                                           | 里斯本（1981年－2010年） | 里斯本（1981年－2010年） | 里斯本（1981年－2010年） | 里斯本（1981年－2010年） | 里斯本（1981年－2010年） | 里斯本（1981年－2010年） | 里斯本（1981年－2010年） | 里斯本（1981年－2010年） | 里斯本（1981年－2010年） | 里斯本（1981年－2010年） | 里斯本（1981年－2010年） | 里斯本（1981年－2010年） | 里斯本（1981年－2010年） |
| 月份 | 1月                      | 2月                      | 3月                      | 4月                      | 5月                      | 6月                      | 7月                      | 8月                      | 9月                      | 10月                     | 11月                     | 12月                     | 全年                     |
| --- | ------------------------ | ------------------------ | ------------------------ | ------------------------ | ------------------------ | ------------------------ | ------------------------ | ------------------------ | ------------------------ | ------------------------ | ------------------------ | ------------------------ | ------------------------ |
| 历史最高温 °C（°F）                                                                                                | 22.6 (72.7)              | 24.8 (76.6)              | 29.4 (84.9)              | 32.2 (90.0)              | 34.8 (94.6)              | 41.5 (106.7)             | 40.6 (105.1)             | 44.0 (111.2)             | 37.3 (99.1)              | 32.6 (90.7)              | 25.3 (77.5)              | 23.2 (73.8)              | 44.0 (111.2)             |
| 平均最高温 °C（°F）                                                                                                | 14.8 (58.6)              | 16.2 (61.2)              | 18.8 (65.8)              | 19.8 (67.6)              | 22.1 (71.8)              | 25.7 (78.3)              | 27.9 (82.2)              | 28.3 (82.9)              | 26.5 (79.7)              | 22.5 (72.5)              | 18.2 (64.8)              | 15.3 (59.5)              | 21.5 (70.7)              |
| 日均气温 °C（°F）                                                                                                  | 11.6 (52.9)              | 12.7 (54.9)              | 14.9 (58.8)              | 15.9 (60.6)              | 18.0 (64.4)              | 21.2 (70.2)              | 23.1 (73.6)              | 23.5 (74.3)              | 22.1 (71.8)              | 18.8 (65.8)              | 15.0 (59.0)              | 12.4 (54.3)              | 17.5 (63.5)              |
| 平均最低温 °C（°F）                                                                                                | 8.3 (46.9)               | 9.1 (48.4)               | 11.0 (51.8)              | 11.9 (53.4)              | 13.9 (57.0)              | 16.6 (61.9)              | 18.2 (64.8)              | 18.6 (65.5)              | 17.6 (63.7)              | 15.1 (59.2)              | 11.8 (53.2)              | 9.4 (48.9)               | 13.5 (56.3)              |
| 历史最低温 °C（°F）                                                                                                | 1.0 (33.8)               | −1.2 (29.8)              | 0.2 (32.4)               | 5.5 (41.9)               | 6.8 (44.2)               | 10.4 (50.7)              | 14.1 (57.4)              | 14.7 (58.5)              | 12.1 (53.8)              | 9.2 (48.6)               | 4.3 (39.7)               | 2.1 (35.8)               | −1.2 (29.8)              |
| 平均降水量 mm（）                                                                                                  | 99.9 (3.93)              | 84.9 (3.34)              | 53.2 (2.09)              | 68.1 (2.68)              | 53.6 (2.11)              | 15.9 (0.63)              | 4.2 (0.17)               | 6.2 (0.24)               | 32.9 (1.30)              | 100.8 (3.97)             | 127.6 (5.02)             | 126.7 (4.99)             | 774 (30.5)               |
| 平均降水天数（≥ 0.1 mm）                                                                                           | 15                       | 15                       | 13                       | 12                       | 8                        | 5                        | 2                        | 2                        | 6                        | 11                       | 14                       | 14                       | 117                      |
| 月均日照時數 | 142.6                    | 156.6                    | 207.7                    | 234.0                    | 291.4                    | 303.0                    | 353.4                    | 344.1                    | 261.0                    | 213.9                    | 156.0                    | 142.6                    | 2,806.3                  |
| 来源：Source: Instituto de Meteorologia,Hong Kong Observatory for data of avg. precipitation days & sunshine hours |                          |                          |                          |                          |                          |                          |                          |                          |                          |                          |                          |                          |                          |

## 人口

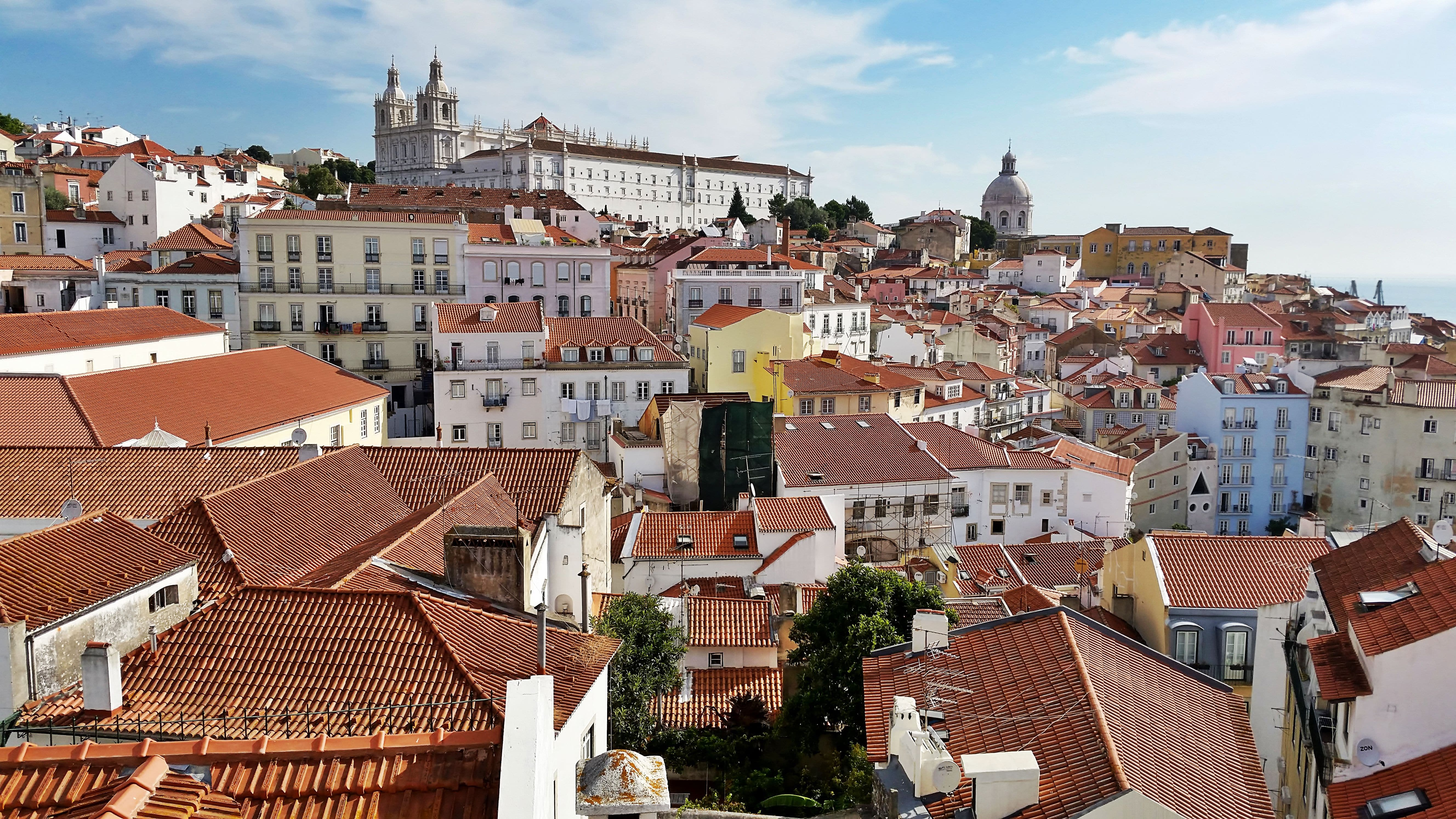
阿尔法玛

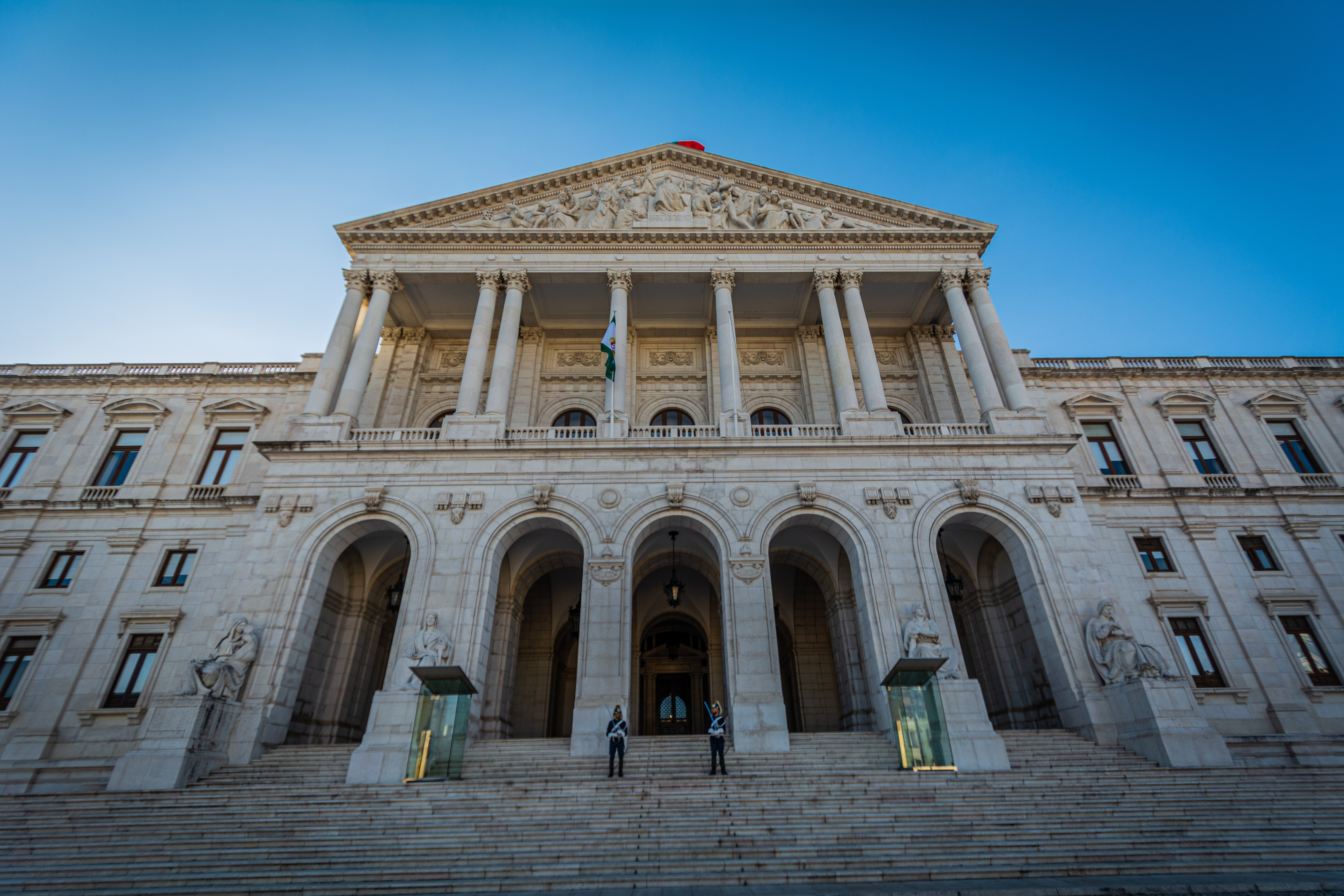
聖本篤宮是葡萄牙共和國議會的所在地

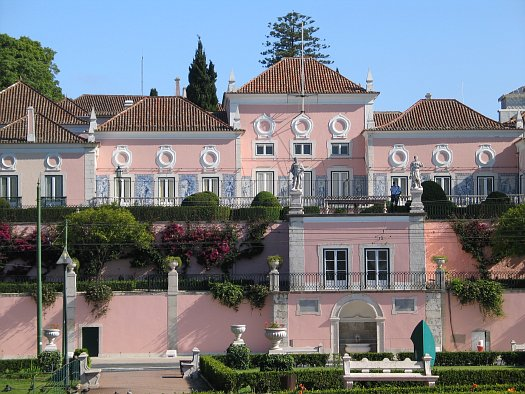
贝伦宫曾是葡萄牙君主的王宮，共和國成立後，為葡萄牙總統官邸。

1300年，里斯本市的歷史人口約為35,000人。1400年達到60,000人，1500年上升到70,000人。從1528年到1590年，人口從70,000人增加到120,000人。1600年人口約為150,000，公元1700年人口約為200,000人。
里斯本市的人口大約是544,851人，城市本身的人口密度，為每平方公里為6,658人/ km²，而大里斯本地區的人口就高達2,666,000人。大里斯本地區是歐洲其中一個人口增長得最快的地區，此外，據葡萄牙報紙《快報》Expresso對生活水平的統計，里斯本是全葡萄牙最適合居住的城市。

## 經濟
里斯本區是葡萄牙最富庶的地區，這地區的人均GDP遠高於歐盟平均人均GDP的水平，這地區的GDP佔整個葡萄牙的45%。另外這裏還號稱是西歐景色最優美的港口城市，故里斯本的經濟主要是由服務業等第三產業為基礎。大多數在葡萄牙經營的跨國公司總部都設於大里斯本地區，特別是在奧埃拉斯市。里斯本大都市區工業化程度很高，尤其是特茹河南岸（Rio Tejo）。
里斯本及其人口稠密的周邊地區是伊比利亞半島上最大的金融中心之一，汽車製造商在郊區建立了工廠，例如Volkswagen Autoeuropa。

里斯本的股票交易所是泛歐股票交易所的成員之一，2014年上市公司有50家，其证券交易量占葡萄牙GDP的35%~40%。

## 建筑

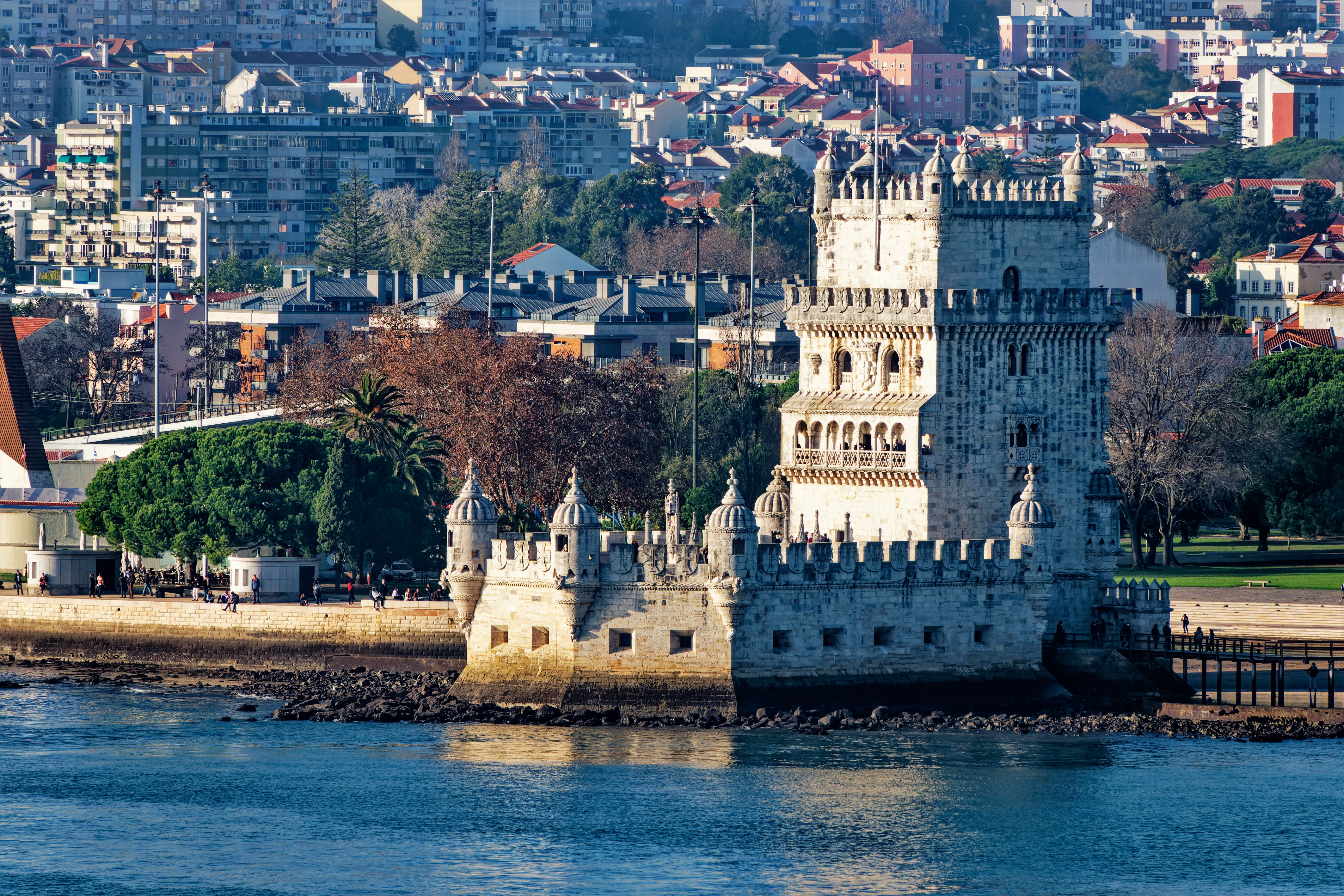
貝倫塔，里斯本和整個葡萄牙最著名和參觀的地標之一。
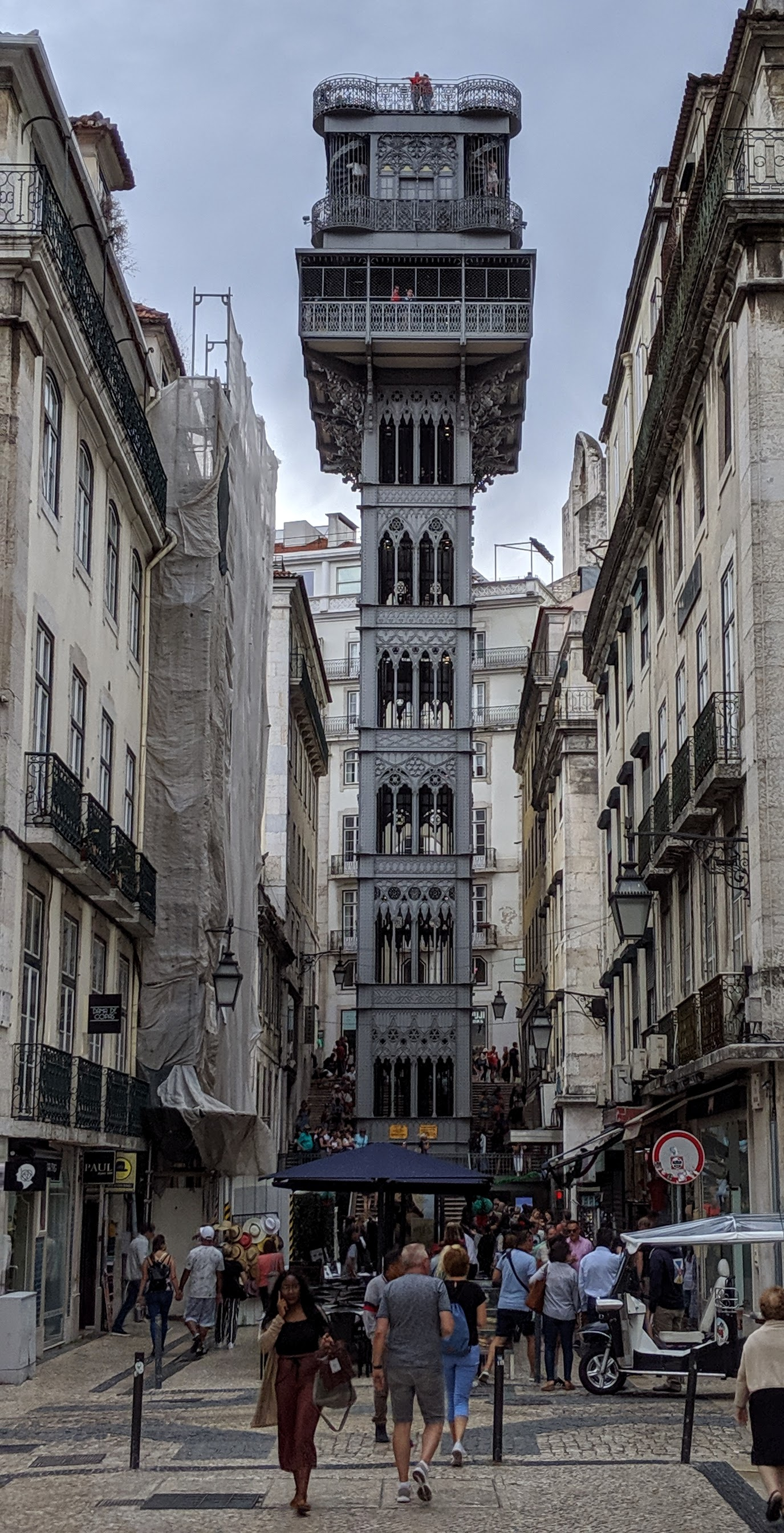
聖朱斯塔升降機
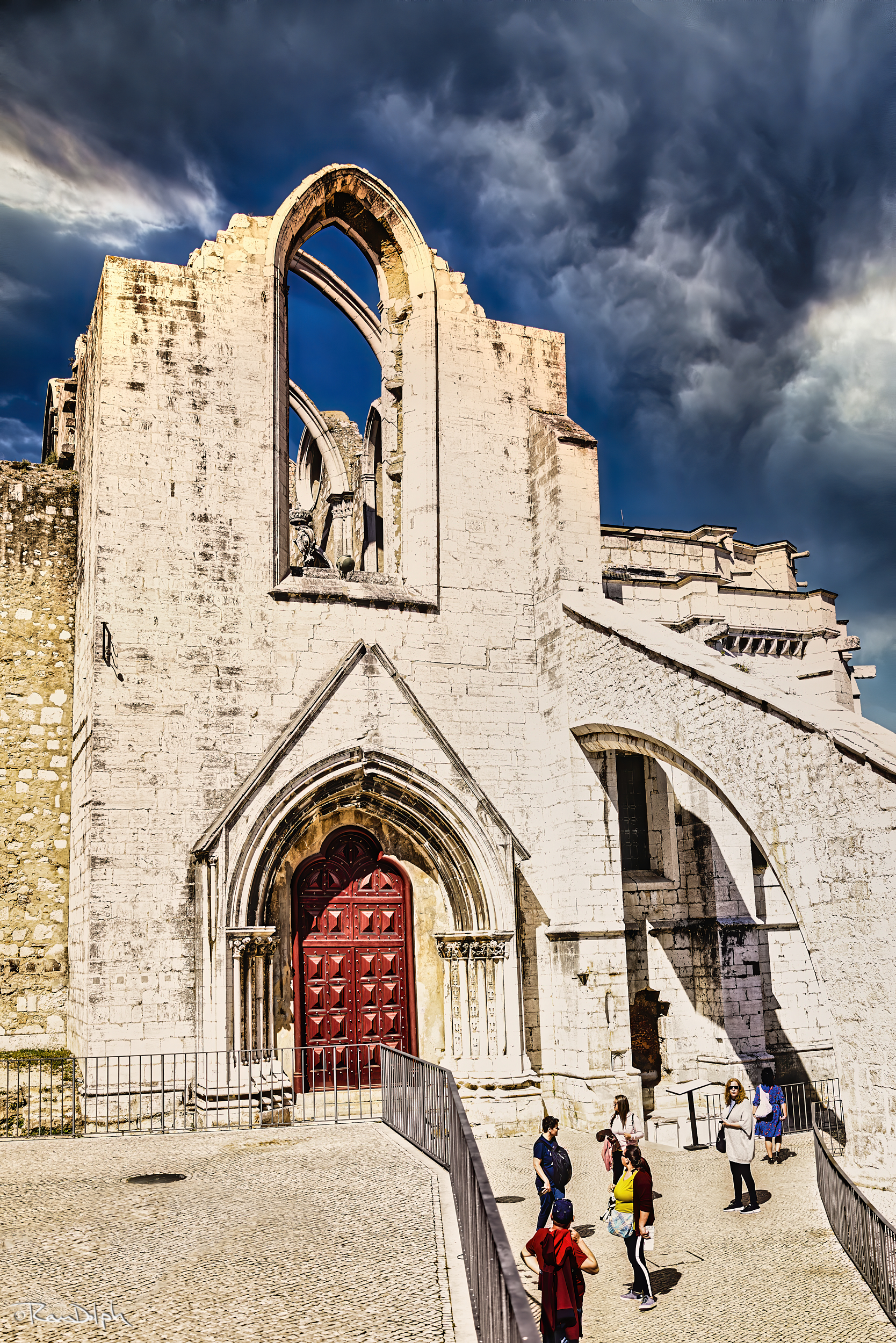
卡尔莫修道院 廢墟，為該市見證大地震的主要痕跡
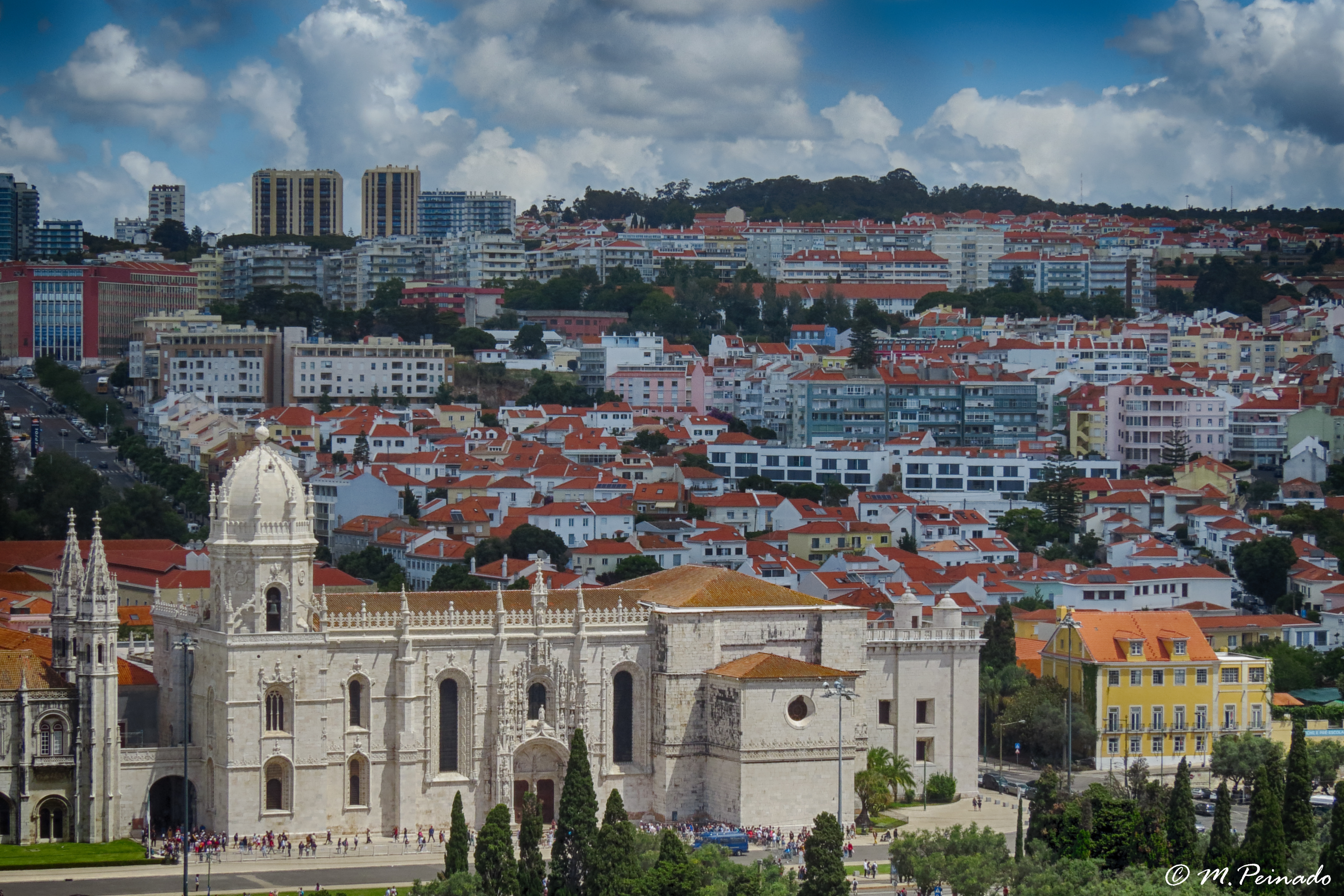
熱羅尼莫斯修道院

里斯本市擁有豐富的歷史建築；從羅馬式、哥特式、曼努埃爾哥特式、巴洛克式、到現代和後現代建築幾乎在城市隨處可見。主幹道上也有歷史悠久的林蔭大道和紀念碑穿過城市，尤其是在上城區；其中值得注意的重要街道為自由大道、光復廣場、龐巴爾侯爵廣場、和共和國大道等。建於二戰後，以紀念葡萄牙免於戰爭的恐怖和破壞的基督國王紀念碑(Cristo Rei of Dili)，矗立在阿爾馬達的塔霍河南岸，張開雙臂俯瞰整座城市，酷似里約熱內盧的救世基督像。
里斯本也設有著名博物館和藝術收藏品，擁有世界上最大的藝術收藏品之一的国立古代美术馆 ，與拥有全世界最大最丰富的马车及皇家用车收藏的国家马车博物馆，是該市參觀人數最多的兩個博物館，其他著名的國家博物館包括國家考古博物館、里斯本博物館、國家阿祖萊霍博物館、國家當代藝術博物館和國家自然歷史與科學博物館等。著名的私人博物館和畫廊包括商家標誌
古爾本基安美術館（由卡洛斯特·古爾本基恩基金會營運，該基金會是世界上最富有的基金會之一），其中，美術館收藏了世界上最大的私人古董和藝術收藏品之一，貝拉多收藏博物館（Berardo Collection Museum）收藏了葡萄牙億萬富翁喬·貝拉爾多的私人收藏，其他受歡迎的博物館包括電力博物館、臨時博物館、阿瓜博物館和本菲卡博物館等等。
建成於18世紀的聖卡洛斯國家劇院，是里斯本傳統的表演藝術中心，主要在秋季和冬季舉辦相對活躍的文化表演藝術。其他重要的劇院和音樂廳包含貝倫文化中心（BelémCultural Center）、瑪麗亞二世國家劇院和賈梅士劇院（Teatro Camões），里斯本有兩個被聯合國教科文組織列為世界文化遺產的遺址：貝倫塔和熱羅尼莫斯修道院。此外1994年，里斯本成為歐洲文化之都，並於1998年舉辦世界博覽會。
| 名称             | 特色                                     |
| ---------------- | ---------------------------------------- |
| 国家瓷砖博物馆   | 介绍瓷砖绘画的传统工艺                   |
| 古尔本基安美术馆 | 私人艺术品和人工艺术品                   |
| 国立古代美术馆   | 圣文森特的祭坛画是葡萄牙的国宝。         |
| 国家马车博物馆   | 拥有全世界最大最丰富的马车及皇家用车收藏 |
| 贝拉多收藏博物馆 | 抽象派、超现实主义和流行艺术品           |

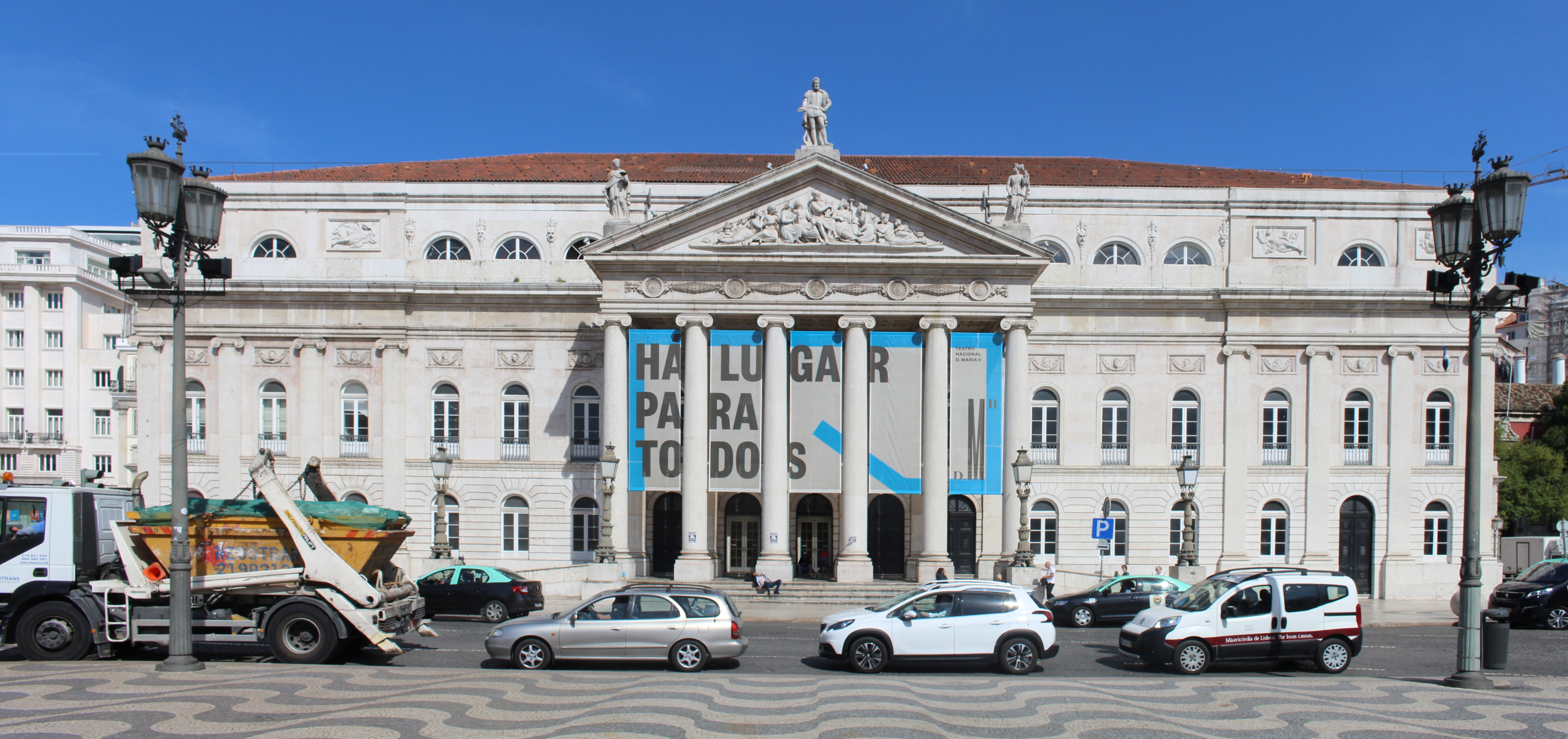
瑪麗亞二世國家劇院，是里斯本最具代表性的新古典主義建築。
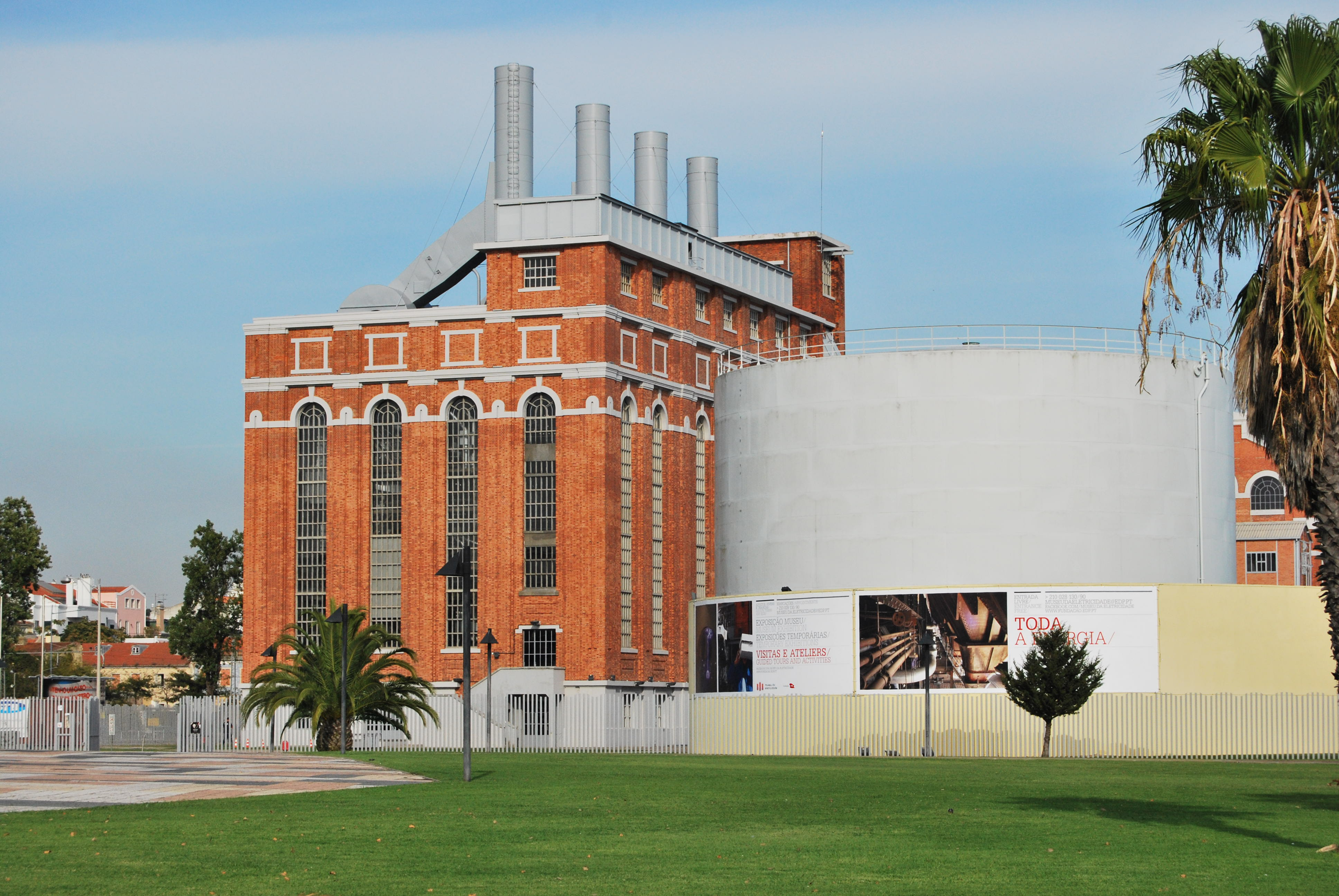
電力博物館
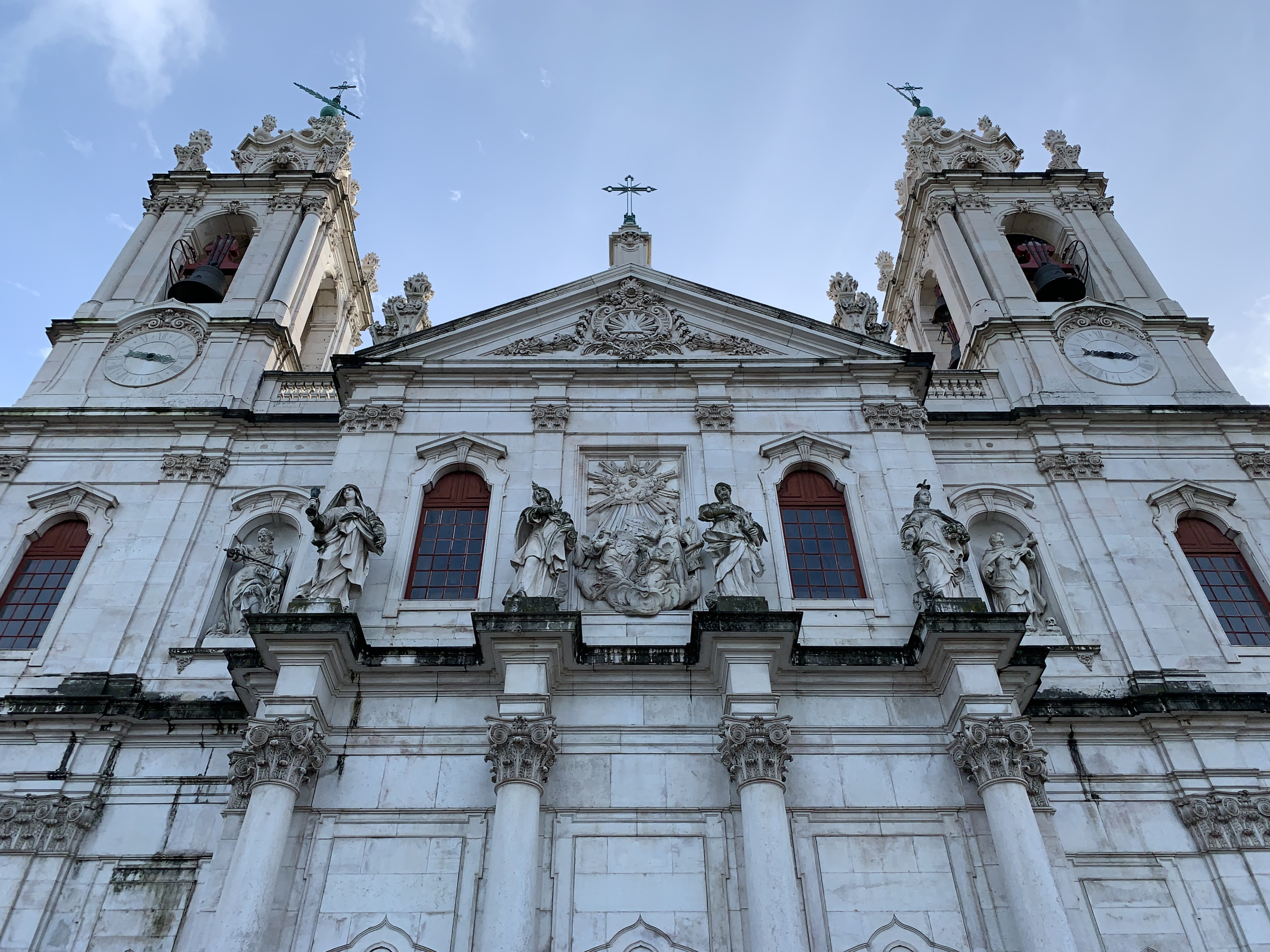
埃什特雷拉圣殿
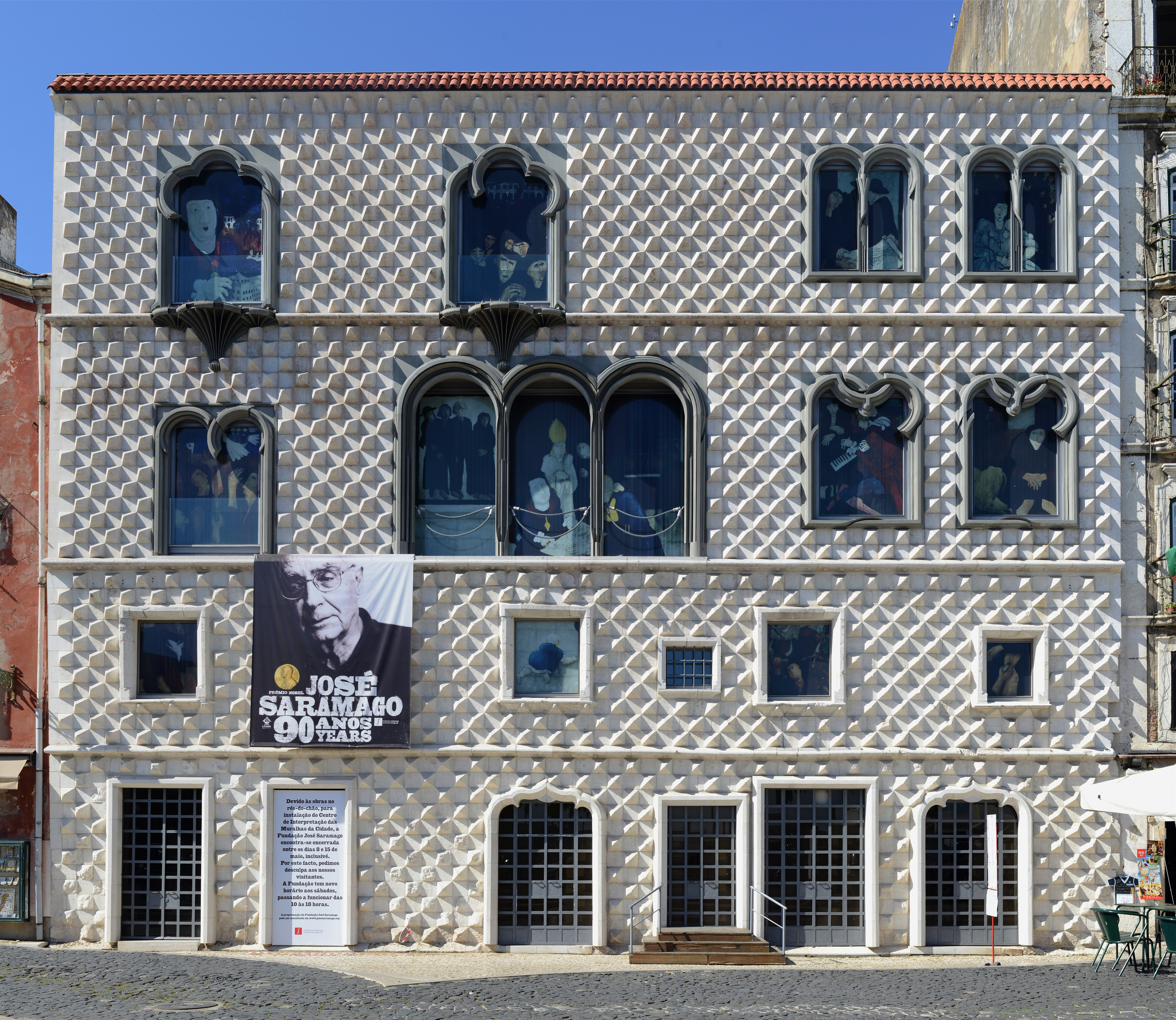
尖石宮

## 教育
在大里斯本地區，特別是葡萄牙里維埃拉設有許多國際學校，包括里斯本的里斯本卡魯奇美國國際學校（簡稱CAISL）是葡萄牙唯一的美國學校、聖朱利安國際學校（英國）、 聖多米尼克國際學校（英國）、里斯本德意志國際學校（德語）、西班牙國際學院（西班牙）和查爾斯·勒皮爾法國學校（法國）。

### 高等教育
里斯本有三所公立大學和一所大學學院。里斯本大学是葡萄牙最大的大學，成立於2013年，由里斯本工業大學和里斯本古典大學（原名里斯本大學）聯合創建，高等技術學院（Instituto Superior Técnico）也隸屬於里斯本大学，里斯本新大學成立於1973年，是里斯本的另一所公立大學，以其新星商業與經濟學院(Nova SBE) 而享譽國際。第三所公立大學是阿伯塔大學。此外，還有里斯本大學學院（成立於1972年），一所提供所有學科學位的大學學院。
主要的私立高等教育機構包括專注於法律和管理的葡萄牙天主教大學，以及盧西亞達大學、盧索福納大學和里斯本自治大學等。2007-2008年，里斯本高等教育在校學生總數為125,867人，其中 81507人在里斯本的公立學院就讀。

### 圖書館
里斯本是葡萄牙國家圖書館的所在地，該圖書館擁有超過300萬冊書籍和手稿。圖書館有一些稀有的書籍和手稿，如《古騰堡聖經》原版，和德西德里乌斯·伊拉斯谟、阿爾杜斯·馬努提烏斯的原著。托雷多通博國家檔案館是世界上最重要的檔案館之一，擁有600多年的歷史，保存了與葡萄牙帝國相關的檔案，是葡萄牙最古老的機構之一。

## 運動
里斯本在體育運動有著悠久的歷史傳統。並舉辦了幾場國際比賽，包括2004年歐洲足球錦標賽決賽。該市還主辦了2001年國際田聯世界室內錦標賽和1983年和1992 年歐洲擊劍錦標賽的決賽，以及2003年世界男子手球錦標賽和2008年歐洲柔道錦標賽。從2006年到 2008 年，里斯本是達卡拉力賽的起點，這座城市還舉辦了2014年和2020年的欧洲冠军联赛決賽。2008年和2016年舉辦歐洲鐵人三項錦標賽 。里斯本在環球帆船賽舉辦上佔有一席之地。

### 足球
里斯本在葡萄牙足球超級聯賽中擁有三個綜合體育俱樂部。里斯本與本菲卡體育除了兩次歐洲杯外，還贏得了37個足球聯賽冠軍。里斯本第二成功的俱樂部是葡萄牙體育俱樂部獲得了19個聯賽冠軍和歐洲優勝者杯冠軍。第三個俱樂部是貝倫人足球俱樂部，總部設在貝倫，僅獲得一個聯賽冠軍。里斯本的其他主要俱樂部包括馬德里競技、卡薩皮亞競技和東方競技。
里斯本設有兩個歐足聯四級體育場；葡超勁旅本菲卡的主場盧斯球場（又譯為光明球場），可容納超過65,000人，也是2014年和2020年的歐洲冠軍聯賽決賽的舉辦地，葡萄牙體育俱樂部的主場阿爾瓦拉德球場，可容納超過 50,000 人。盧斯球場。此外還有B-SAD的里斯迪羅球場，可容納超過 30,000 人。位於奧埃拉斯附近的國家體育場可容納37,000人，過去用於1967年葡萄牙國際足球比賽和杯賽決賽。

### 其他運動
其他運動，如籃球、五人足球、手球、曲棍球、橄欖球和排球也很受里斯本歡迎，里斯本還有許多其他體育設施，從田徑、高爾夫、帆船到山地自行車。每年三月，里斯本都會舉辦半程馬拉松賽，而九月則是葡萄牙半程馬拉松賽。

## 交通

### 地下鐵道

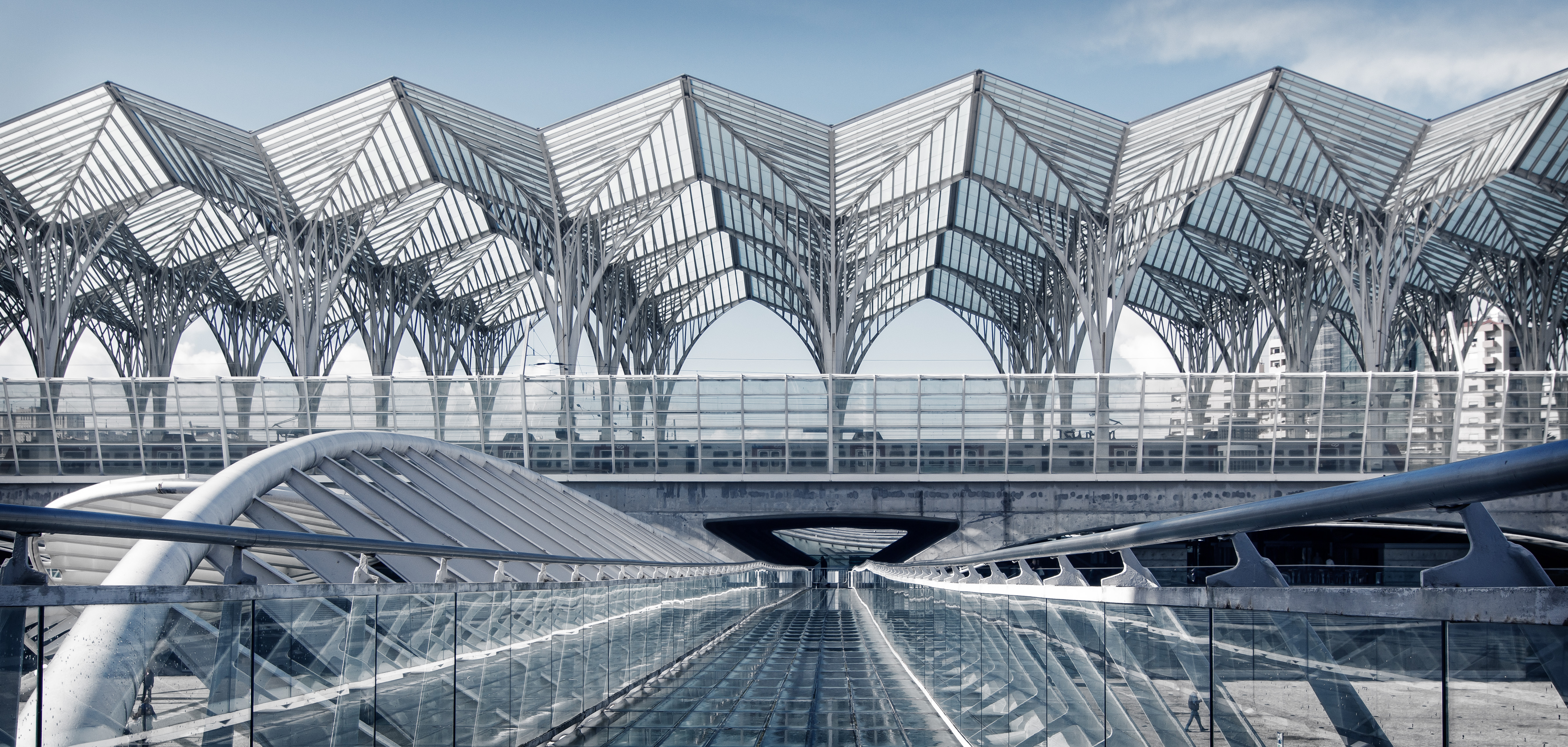
東方車站

目前有蓝、黄、绿、红四條路線，长度总计約45公里，包括56個车站。運行票價採取地帶制，處於里斯本市區内的線路採取均一票價。

### 市營電車

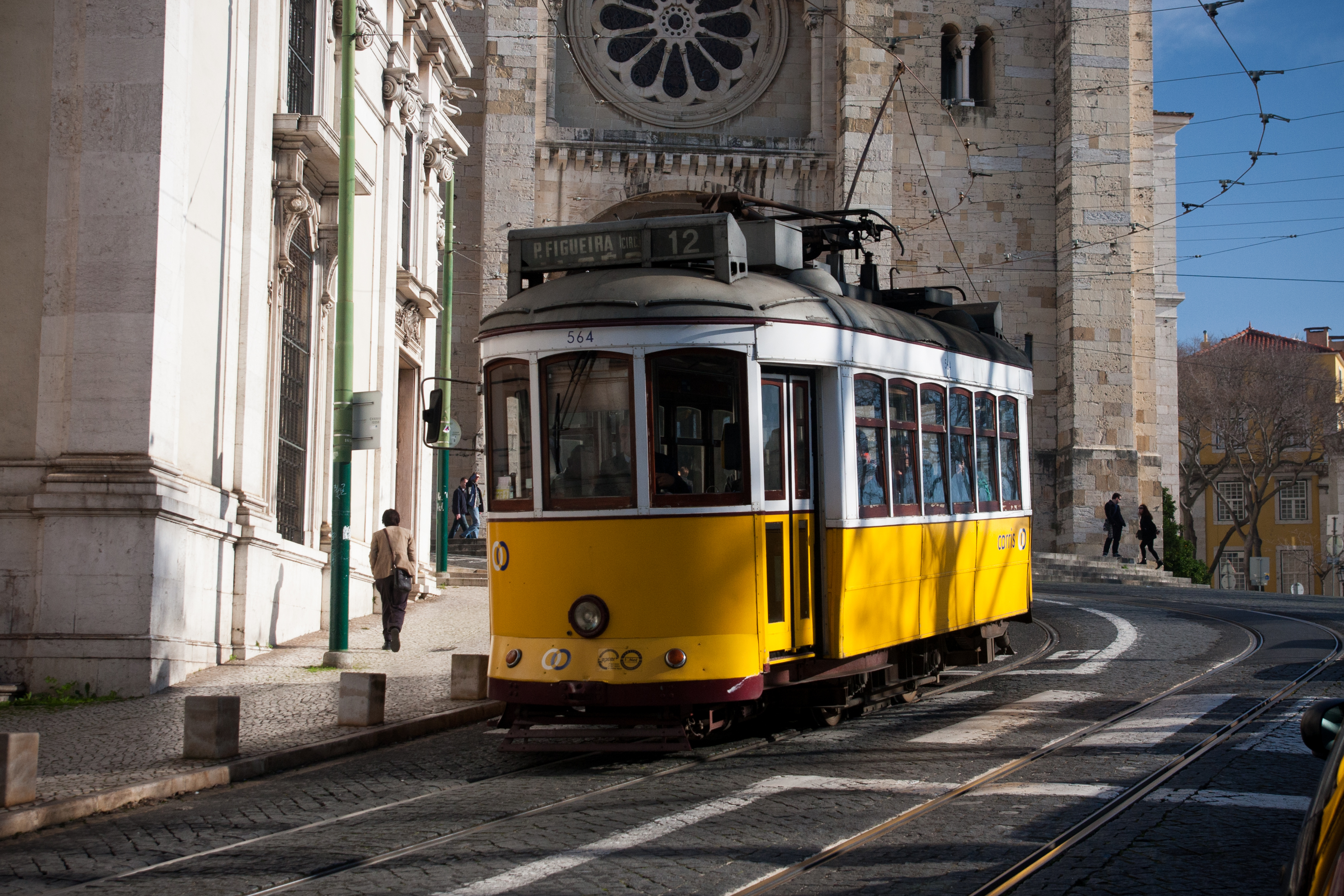
里斯本電車

1901年，里斯本电车取代马车牵引成为主要的大众运输工具。目前，里斯本市營電車有5個系統（12號、15號、18號、25號、28號）。主要觀光地點皆通市營電車。還有3條路線的纜車、以及各種路線的公共汽車。另外，龐巴爾下城地區至里斯本上城地區之間有著名的聖胡斯塔升降機運行。
| 12路 | 無花果樹廣場（庞巴尔下城区）→聖盧西亞觀景台（阿尔法玛区）-恩典区（Graça）                                      |
| 15路 | 無花果樹廣場↔贝伦区↔阿爾熱什（Algés）                                                                               |
| 28路 | 坎普欧里克（Campo de Ourique）↔埃什特雷拉圣殿↔圣本笃宫（葡萄牙国会）↔山上圣母观景台↔马汀莫尼兹（Martim Moniz） |

### 鐵路
有往科英布拉/波爾圖方向的聖阿波隆尼亞車站、往卡斯凱什方向的凱什·德·索得累車站、往辛特拉方向的羅西烏車站。另有為迎接1998年里斯本世界博覽會開幕而建的終端站里斯本東站。

### 機場

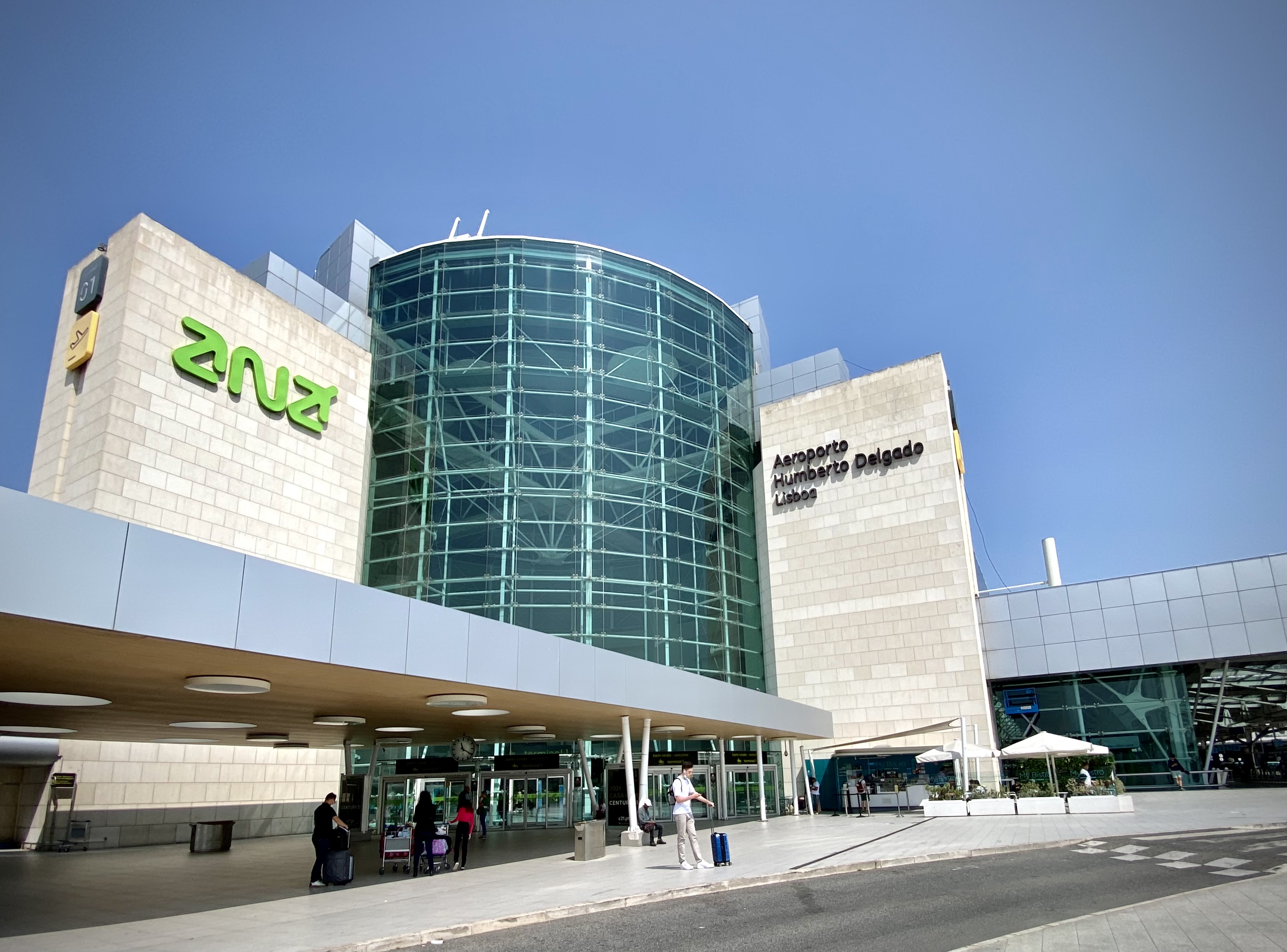
里斯本機場

里斯本機場有两条沥青跑道，可以满足如波音747类型的大型飞机的起降要求。機場距市區约7公里，到達需搭乘穿梭巴士、地铁或計程車，由市中心搭計程車前往約需10歐元。

### 橋樑和渡輪
里斯本通過兩座重要的橋樑與塔霍河的另一端相連：4月25日大橋於1966年8月6日落成，原名薩拉查大橋（葡萄牙語：Ponte Salazar），後來在康乃馨革命之後更名，是歐洲最長的懸索橋。瓦斯科·達伽馬大橋於1998年5月落成，全長17.2公里（10.7 英里），是歐洲最長的橋樑。
特茹河北岸有四个轮渡码头，南面有6个轮渡码头。其中，海关码头(Cais da Alfandega)是很多轮船的始发站，而南面对江Barreiro码头则是通向葡萄牙南部的列车总站。除此之外，在Belem码头乘坐游轮航线可以沿特茹河北上去达伽玛大桥，西去卡斯卡伊斯，观赏两岸的风光。

## 國際關係

### 葡非美亞首都城市聯盟
里斯本是葡非美亞首都城市聯盟的成員< 自1985年6月28日起，與以下城市建立姊妹城市關係：
- 比紹幾內亞比索
- 帝力東帝汶
- 羅安達安哥拉
- 澳門
- 馬普托莫桑比克
- 帕納吉印度
- 普拉亞維德角
- 里約熱內盧巴西
- 聖多美聖多美和普林西比

### 伊比利亚美洲首都城市联盟(UCCI)
里斯本是伊比利亞美洲首都城市聯盟(UCCI)的成員 自1982年10月12日起，與以下城市建立姊妹城市關係：
- 安道爾城，安道爾
- 亞松森，巴拉圭
- 波哥大，哥倫比亞
- 布宜諾斯艾利斯，阿根廷
- 加拉加斯，委內瑞拉
- 危地馬拉城，危地馬拉
- 哈瓦那，古巴
- 拉巴斯，玻利維亞
- 利馬，秘魯
- 馬德里，西班牙
- 馬那瓜，尼加拉瓜
- 墨西哥城，墨西哥
- 蒙得維的亞，烏拉圭
- 巴拿馬城，巴拿馬
- 基多，厄瓜多爾
- 里約熱內盧，巴西
- 聖荷西，哥斯達黎加
- 聖胡安，波多黎各，美國
- 聖薩爾瓦多，薩爾瓦多
- 聖地亞哥，智利
- 聖多明各，多米尼加共和國
- 特古西加爾巴，洪都拉斯

### 合作協議
里斯本與以下城市有額外合作協議：
- 阿爾及爾，阿爾及利亞，自1988年起[48][49]
- 亞松森，巴拉圭，自2014年起<[50]
- 曼谷，泰國，自2016年起[51]
- 北京，中國，自2007年起[49]
- 伯利恆，巴勒斯坦，自1995年起[48][49][52]
- 布達佩斯，匈牙利，自1992年起[48][49]
- 布宜諾斯艾利斯，阿根廷，自1992年起[48][49]
- 古里提巴，巴西，自 自2005年起[49]
- 格但斯克，波蘭，自2001年起[49]
- 基馬拉斯自治市，葡萄牙，自1993年起[48][49]
- 海門，中國，自2011年起[49]
- 基輔，烏克蘭，自2000年起[49]
- 馬德里，西班牙，自1979年起[48][49][53]
- 馬六甲，馬來西亞，自1984年起[48][49][54]
- 馬尼拉，菲律賓，自2003年起[49]
- 邁阿密，美國，自1987 年起[48][49]
- 蒙德維的亞，烏拉圭，自1993年起[48][49]
- 莫斯科，俄羅斯，自1997年起[48][49]
- 巴黎，法國，自1998年起[48][49]
- 青島，中國，自2010年起[49]
- 拉巴特，摩洛哥，自1988年起[48][49]
- 聖卡塔琳娜縣，佛得角，自1997年起[48][49]
- 索非亞，保加利亞，自2001年起[49]
- 多倫多，加拿大，自1987年起[48][49]
- 突尼斯，突尼斯，自1993年起[48][49]
- 薩格勒布，克羅埃西亞，自1977年起[48]

## 參看
- 斯本大地震